# Nowosady (Lidzbark Warmiński)
Nowosady (deutsch Wosseden) ist ein Dorf in der polnischen Woiwodschaft Ermland-Masuren. Es gehört zur Landgemeinde Lidzbark Warmiński (Heilsberg) im Powiat Lidzbarski (Kreis Heilsberg).

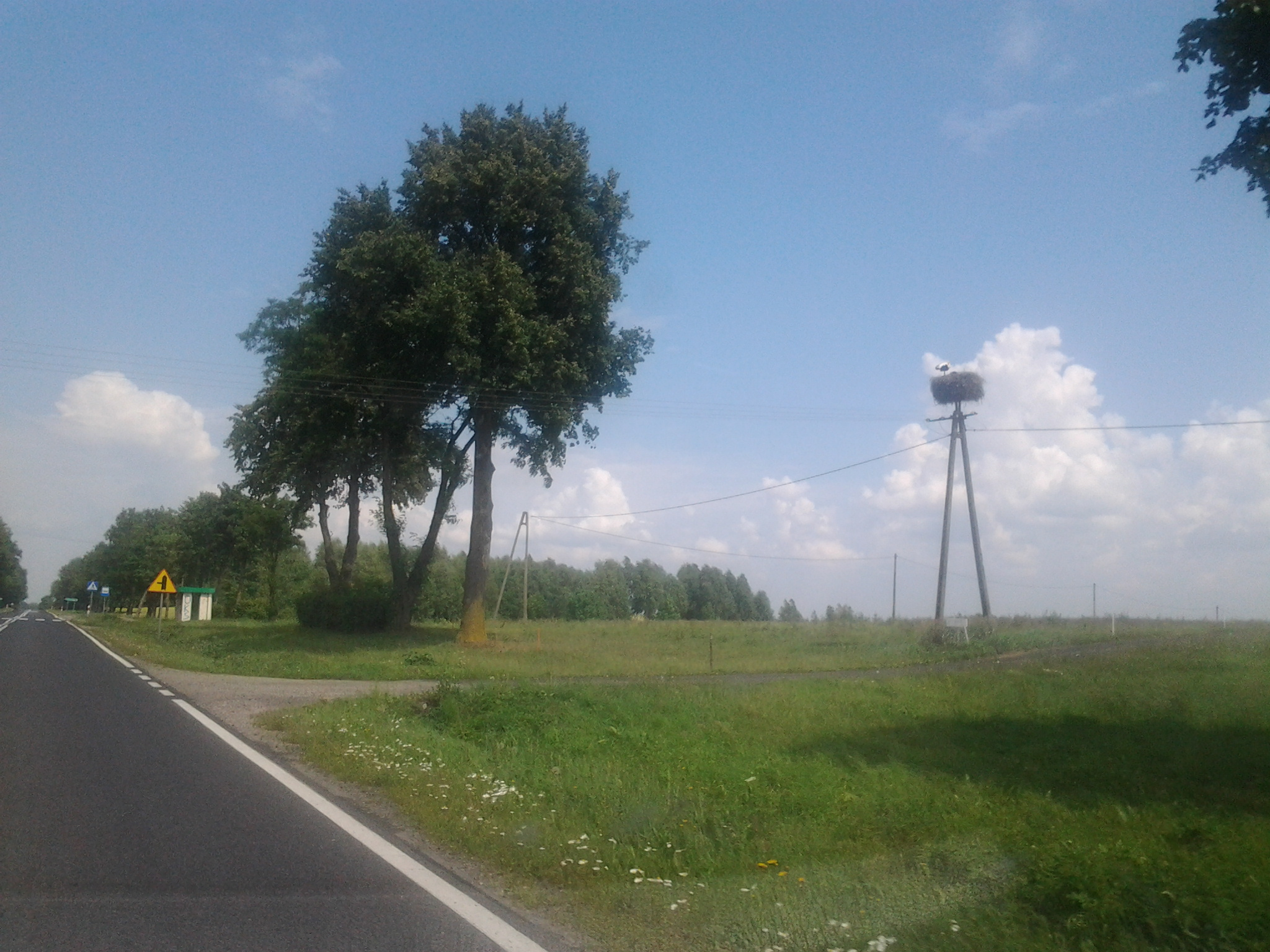
Storchennest an der Straße bei Nowosady

## Geographische Lage
Nowosady liegt südseitlich der Alle (polnisch Łyna) im Nordwesten der Woiwodschaft Ermland-Masuren, fünf Kilometer südwestlich der Kreisstadt Lidzbark Warmiński (Heilsberg).

## Geschichte
Das kleine Dorf Wosseden kam 1874 als Landgemeinde zum neu errichteten Amtsbezirk Heilsberg, der bis 1945 bestand und zum ostpreußischen Kreis Heilsberg im Regierungsbezirk Königsberg gehörte. 223 Einwohner waren im Jahre 1910 in Wosseden registriert. Ihre Zahl belief sich im Jahre 1933 auf 192 und im Jahre 1939 auf 200.
Im Jahre 1945 wurde in Kriegsfolge das gesamte südliche Ostpreußen an Polen abgetreten. Wosseden erhielt in diesem Zusammenhang die polnische Namensform „Nowosady“. Der Ort ist heute eine Ortschaft im Verbund der Gmina Lidzbark Warmiński (Landgemeinde Heilsberg) im Powiat Lidzbarski (Kreis Heilsberg), von 1975 bis 1998 der Woiwodschaft Olsztyn, seither der Woiwodschaft Ermland-Masuren zugehörig. Nowosady zählte im Jahre 2021 122 Einwohner.

## Religion
In Nowosady resp. Wosseden steht eine Kapelle, die der Unbefleckten Empfängnis Mariä geweiht ist. 1717 soll hier Orgelbaumeister Johann Josua Mosengel eine Truhenpositiv eingebaut haben. Es wurde 1944 zertsört.
Die Kapelle ist wie der ganze Ort der römisch-katholischen Pfarrei in Pilnik (Neuhof) zugeordnet, die jetzt zum Erzbistum Ermland gehört.
Bis 1945 war Wosseden außerdem in die evangelische Kirche Heilsberg in der Kirchenprovinz Ostpreußen der Kirche der Altpreußischen Union eingepfarrt. Heute gehört Nowosady zur Diözese Masuren der Evangelisch-Augsburgischen Kirche in Polen.

## Verkehr
Nowosady liegt an einer Nebenstraße, die in Lidzbark Warmiński von der Landesstraße 51 abzweigt und über Pilnik (Neuhof) nach Kraszewo (Reichenberg) führt. Eine Bahnanbindung besteht nicht.